# Günther Weidlinger
Günther Weidlinger (* 5. April 1978 in Braunau am Inn) ist ein ehemaliger österreichischer Langstrecken- und Hindernisläufer.

## Werdegang
1997 wurde Weidlinger Junioreneuropameister. 1999 gewann er bei den U23-Europameisterschaften und wurde bei den Weltmeisterschaften in Sevilla über 3000 Meter Hindernis Neunter mit dem aktuellen österreichischen Rekord von 8:10,83 min. Bei den Olympischen Spielen 2000 in Sydney wurde er Achter und bei den Europameisterschaften 2002 in München Zwölfter. Im Jahr darauf stürzte er bei den Weltmeisterschaften in Paris/Saint-Denis.
In der darauffolgenden Saison wechselte er zum 5000-Meter-Lauf und qualifizierte sich für die Olympischen Spiele in Athen, bei denen er jedoch im Vorlauf ausschied. 2005 kehrte er zum Hindernislauf zurück und wurde Zwölfter bei den Weltmeisterschaften in Helsinki. Bei den Europameisterschaften 2006 in Göteborg kam er auf den siebten Platz.
In der Halle wurde Weidlinger bei den Europameisterschaften 2005 in Madrid Vierter im 3000-Meter-Lauf und bei den Halleneuropameisterschaften 2007 in Birmingham Siebter.
Beim Hindernislauf der Weltmeisterschaften 2007 in Ōsaka schied er bereits im Vorlauf aus, nachdem er aufgrund einer Unkonzentriertheit stolperte und beim Fallen direkt mit dem Kopf voran in ein Hindernis schlug. Er zog sich dabei Platzwunden im Gesicht sowie eine Gehirnerschütterung zu und musste minutenlang behandelt werden. Den Sturz hat sich Weidlinger selbst nie angesehen. Danach wechselte er endgültig zum Langstreckenlauf über.
Bei den Straßenlauf-Weltmeisterschaften 2007 in Udine belegte Weidlinger den 23. Platz und stellte dabei mit 1:01:42 h einen österreichischen Rekord im Halbmarathon auf. Seine 20-km-Durchgangszeit von 58:38 min ist ebenfalls nationaler Rekord. Schon in den Jahren zuvor hatte er mit Siegen beim Basler Stadtlauf (2005), beim Luzerner Stadtlauf (2006) und bei der Corrida Bulloise (2006) Erfolge bei Straßenläufen gefeiert.
2008 gewann er den Great Manchester Run. Kurz zuvor hatte er sich mit dem österreichischen Rekord von 27:36,46 min für den 10.000-Meter-Lauf der Olympischen Spiele in Peking qualifiziert, bei denen er den 27. Platz belegte. Zum Saisonabschluss gewann er zum siebten Mal den Silvesterlauf Peuerbach, den er zum ersten Mal im Jahr 2000 für sich entscheiden konnte.
2009 wechselte er auf die Marathondistanz. Bei seinem Debüt wurde er Neunter beim Vienna City Marathon in 2:12:39 h. 
Im zweiten Anlauf brach er als Zehnter des Frankfurt-Marathons mit 2:10:47 h den 23 Jahre alten österreichischen Rekord von Gerhard Hartmann. 
Einen Monat später gewann er den Great Australian Run und schlug dabei Marathon-Olympiasieger Samuel Kamau Wanjiru.
Beim Vienna City Marathon 2010 wurde er ab Kilometer 26 von Wadenkrämpfen geplagt, kämpfte sich aber dennoch durch und wurde in 2:14:05 h Zwölfter. 
Beim Hitzemarathon der Europameisterschaften in Barcelona hielt er sich in der ersten Hälfte in der Spitzengruppe, fiel dann aber immer weiter zurück und kam auf Rang 18 ins Ziel. 
Am 30. Oktober 2011 qualifizierte sich der Oberösterreicher beim 30. Frankfurt-Marathon in 2:12:23 h für die Olympischen Spiele 2012 in London. 
Dort musste er allerdings bereits nach 13 km aufgeben.
Weidlinger wurde insgesamt sechsmal österreichischer Meister im 3000-Meter-Hindernislauf. Außerdem gewann er bislang vier nationale Titel über 5000, vier über 10.000 Meter, drei im 10-km-Straßenlauf, sieben im Crosslauf auf der Kurz- und sechs auf der Langstrecke sowie einen Titel über 1500 Meter.
Im März 2012 wurde Weidlinger vom Österreichischen Olympischen Komitee (ÖOC) für einen Startplatz bei den XXX. Olympischen Spielen vom 27. Juli bis 12. August in London nominiert. Den Olympiamarathon musste er nach einer Verletzung jedoch bei Kilometer 10 aufgeben.
Am 28. April 2014 gab Weidlinger das Ende seiner internationalen Karriere mit dem Nachsatz bekannt, dass er fortan nur noch nationale Rennen als Hobbysportler bestreiten werde. Wenige Wochen zuvor musste er aufgrund eines Schwächeanfalls im Training seine Teilnahme über die Halbmarathon-Distanz beim Linz-Marathon absagen, wo er den Streckenrekord unterbieten wollte.

## Persönliches
Weidlinger war zu seiner aktiven Zeit 1,69 m groß und wog 54 kg. 
Für den Hindernislauf hat er als relativ kleiner Athlet eigentlich nicht die Idealfigur, kompensierte dies aber durch seine sehr gute Technik. Der Sportsoldat wird von seinem Vater Heinrich Weidlinger trainiert. In seiner Jugend startete er für den ATSV Braunau, danach für den SU IGLA long life. Im August 2010 wurde er für eine vierjährige Periode in die Athletenkommission von European Athletics nominiert. 
Er lebt mit seiner Ehefrau , die er im Mai 2010 geheiratet hat, in Weißkirchen an der Traun und die beiden haben einen Sohn.

## Persönliche Bestzeiten
- 1500 m: 3:34,69 min, 7. Juni 2000, Kassel (bis Mai 2024 österreichischer Rekord)
  - Halle: 3:42,02 min, 4. März 2001, Sindelfingen
- 3000 m: 7:48,46 min, 2. August 2004, Linz
  - Halle: 7:44,19 min, 18. Februar 2003, Stockholm (österreichischer Rekord)
- 5000 m: 13:13,44 min, 22. Juli 2005, London (österreichischer Rekord)
- 10.000 m: 27:36,46 min, 4. Mai 2008, Palo Alto (österreichischer Rekord)
- 10-km-Straßenlauf: 28:10 min, 18. Mai 2008, Manchester
- Halbmarathon: 1:01:42 h, 14. Oktober 2007, Udine
- Marathon: 2:10:47 h, 25. Oktober 2009, Frankfurt
- 3000 m Hindernis: 8:10,83 min, 21. August 1999, Sevilla